# Repslagargatan

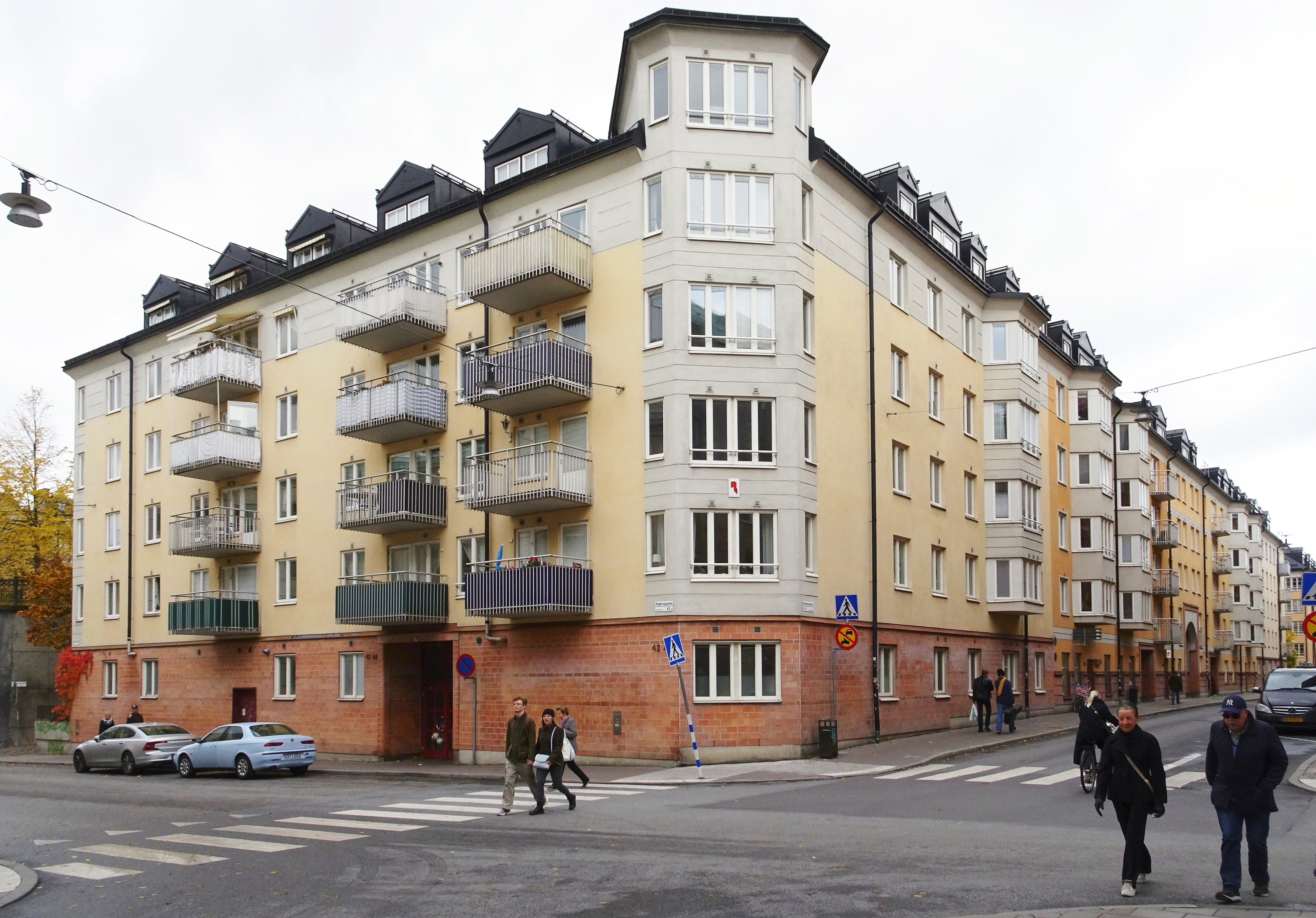
Repslagargatan mot norr sedd från Högbergsgatan, oktober 2019.

Repslagargatan är en gata på Södermalm i Stockholm. Gatan är omtalad sedan 1430 och sträcker sig sedan 1980-talet mellan Sankt Paulsgatan i norr och Medborgarplatsen i söder. Gatan försvann 1947 från Stockholms kartor men återkom 1978.

## Historik

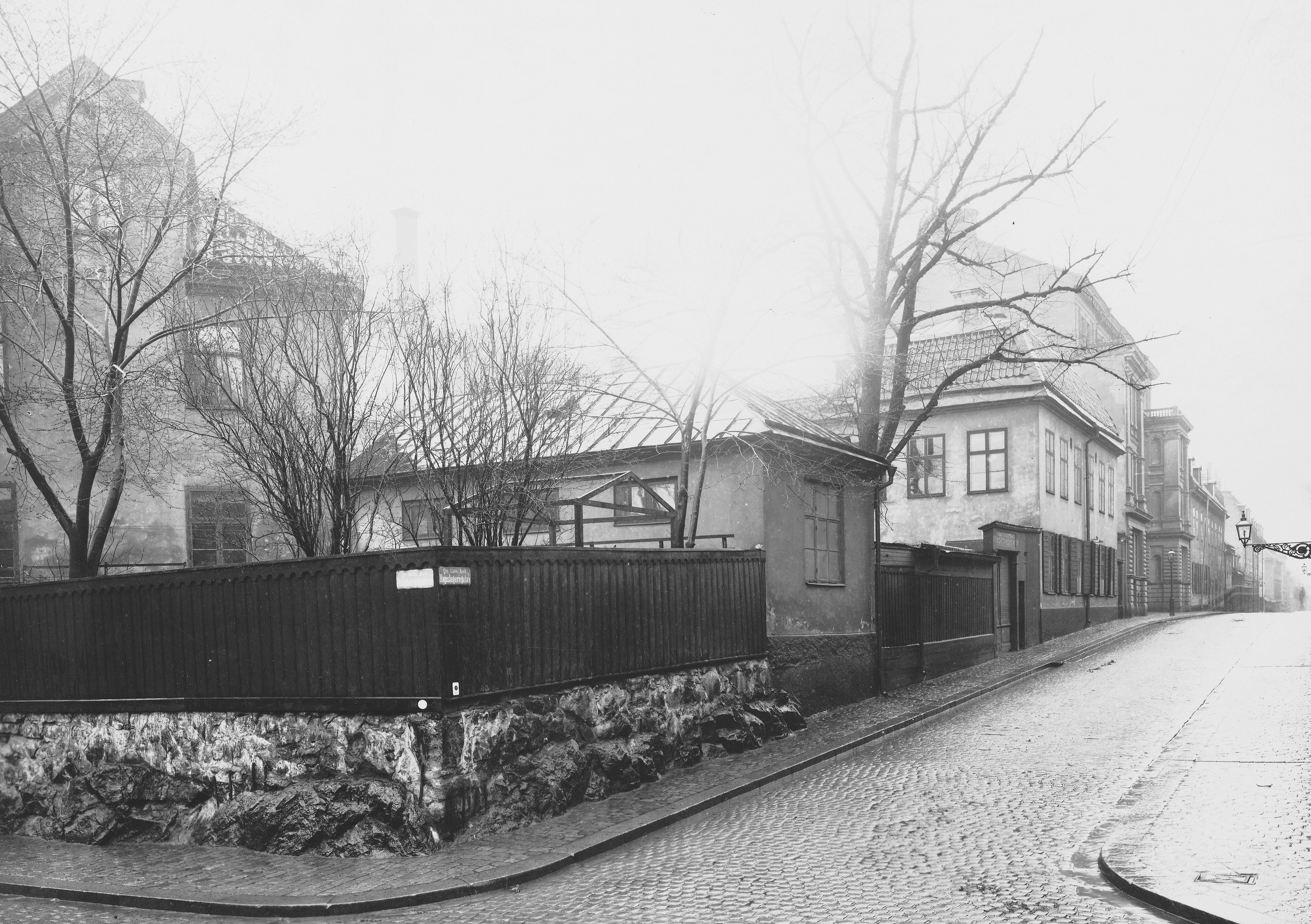
Repslagargatan sedd från Högbergsgatan mot norr, 1904.

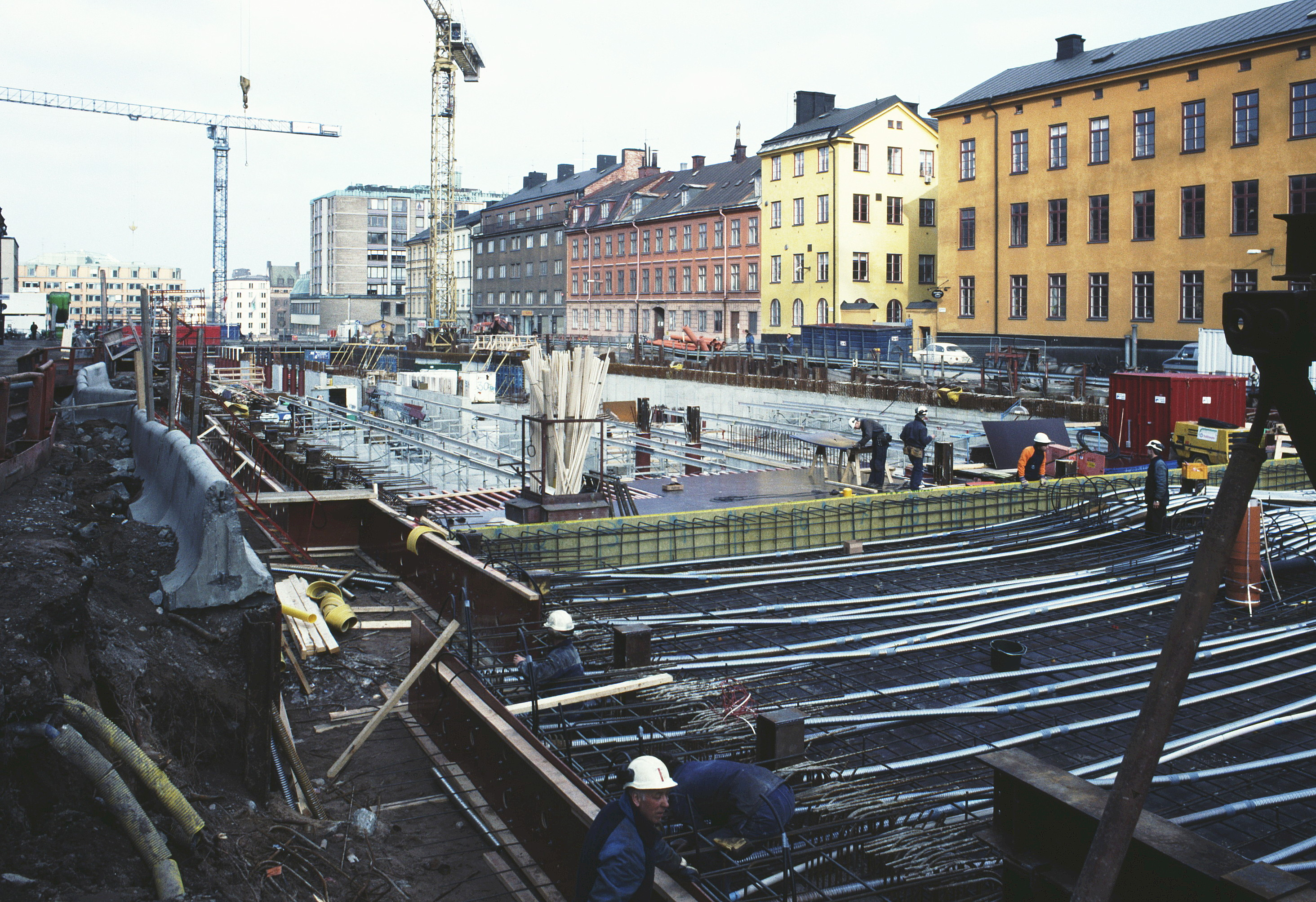
Södergatans övertäckning med Repslagargatan i bakgrunden.

Ursprungligen var Repslagargatan kortare och gick mellan Högbergsgatan och Sankt Paulsgatan. År 1430 omtalas den som gata "widh repa banan" efter ett repslageri som låg här under medeltiden. På 1640-talet stadsplanerades området och gatan började kallas Noe Arcks grenden (1644) och Noe Arcks gatan (1647). Namnet härrörde från krogen Noe ark som var beläget ”ytterst på Repslagaregatan”. Dagens namn dyker upp som Reepslagare gatuun (1636) och Repergattun (1569).

## Repslagargatan utgår
På 1930- och 1940-talen förändrades Repslagargatans utseende komplett. Den västra sidans bebyggelse inklusive kvarteret Göta ark grävdes bort för att bereda plats för Södermalms nya trafikled, Södergatan, som här drogs fram i ett 10 meter djupt och 33 meter brett dike. Den östra sidans bebyggelse behölls kvar men Repslagargatan försvann som gatunamn enligt namnberedningens förslag 1947, trots att gatan fanns kvar men i ett högre plan än Södergatan. Adresserna ändrades till att höra till Södergatan.  Så fick exempelvis K A Almgrens sidenväveri adressen Södergatan 15 (tidigare Repslagargatan 15).

## Repslagargatan återskapas
År 1984 beslöt kommunstyrelsen i Stockholm att låta överdäcka Södergatan mellan Hornsgatan och Högbergsgatan och där uppföra bostadshus med cirka 230 lägenheter. Kvarteret Göta ark återskapades, nu som Noe ark (för den södra delen) och Skaraborg (för den norra delen). Repslagargatan 
fastställdes redan 1978 som gatunamn. Gatans bredd ökades till 12 meter från tidigare 7,2 meter. En detaljplan för området vann laga kraft 1988 och därefter uppfördes en småskalig stadsbebyggelse efter ritningar av Riksbyggens arkitektavdelning. Samtidigt förlängdes Repslagargatan söderut fram till Medborgarplatsen där den slutar vid Göta Arkhuset.